# Alon ha-Galil
Alon ha-Galil (hebrejsky אַלּוֹן הַגָּלִיל, doslova "Galilejský dub", anglicky Alon HaGalil, v oficiálním seznamu sídel Allon HaGalil) je vesnice typu společná osada (jišuv kehilati) v Izraeli, v Severním distriktu, v Oblastní radě Jizre'elské údolí.

## Geografie
Leží v nadmořské výšce 213 metrů na pahorcích Dolní Galileji, nedaleko jižního okraje údolí Bejt Netofa a severozápadního okraje Jizre'elského údolí. Vesnice je situována přímo na vrchol hory Har Jiftach'el, podél jejíž východní strany z údolí Bejt Netofa vytéká hlubokou soutěskou vádí Nachal Jiftach'el, které na jejím úpatí ústí do potoka Nachal Cipori. Dál na východ začíná rozsáhlý lesní komplex Ja'ar Cipori.
Vesnice se nachází cca 9 kilometrů severozápadně od Nazaretu, cca 85 kilometrů severovýchodně od centra Tel Avivu a cca 22 kilometrů východně od Haify. Alon ha-Galil obývají Židé, přičemž osídlení v tomto regionu je převážně arabské. Rozkládají se tu četná sídla obývaná izraelskými Araby, včetně aglomerace Nazaretu nebo města Bir al-Maksur na severní straně. Mezi nimi jsou ale rozptýleny menší židovské vesnice, které zde vytvářejí územně souvislý blok (obsahuje dále vesnice ha-Solelim, Cipori, Šimšit, Chanaton, Givat Ela a Hoša'aja)
Alon ha-Galil je na dopravní síť napojen pomocí dálnice číslo 79, jež se tu kříží s dálnicí číslo 77.

## Dějiny
Alon ha-Galil byl založen v roce 1980. Původně byl založen jako kolektivně organizované sídlo typu mošav. Respektive jako výrazně kolektivistický mošav blížící se svou formou kibucu (takzvaný "mošbuc" - מושבוץ). Navržen byl pro 80 zemědělských usedlostí. 600 dunamů (60 hektarů) půdy pro tento účel poskytly okolní židovské vesnice. V roce 1984 během ekonomické krize izraelských mošavů byl Alon ha-Galil postižen výrazným zadlužením. Zůstalo tu jen 23 rodin. Z nich jen 15 bylo ekonomicky schopných zemědělsky fungovat. Vedení mošavu se proto rozhodlo proměnit vesnici na společnou osadu, s individuálním hospodařením. Zároveň ale měl být zachován její zemědělský charakter.
V současnosti je ekonomika obce založena na zemědělství a turistickém ruchu. Část obyvatel dojíždí za prací mimo obec, zejména do aglomerace Haify. V přípravě je stavební expanze s plánovanou výstavbou 26 nových domů. V obci fungují zařízení předškolní péče o děti. Základní škola je v obci Giv'at Ela.

## Demografie
Obyvatelstvo Alon ha-Galil je sekulární. Podle údajů z roku 2014 tvořili naprostou většinu obyvatel v Alon ha-Galil Židé (včetně statistické kategorie "ostatní", která zahrnuje nearabské obyvatele židovského původu ale bez formální příslušnosti k židovskému náboženství).
Jde o menší sídlo vesnického typu s dlouhodobě rostoucí populací. K 31. prosinci 2014 zde žilo 974 lidí. Během roku 2014 populace stoupla o 5,0 %.
| Rok            | 1983 | 1995 | 2001 | 2003 | 2004 | 2005 | 2006 | 2007 | 2008 | 2009 | 2010 | 2011 | 2012 | 2013 | 2014 |
| -------------- | ---- | ---- | ---- | ---- | ---- | ---- | ---- | ---- | ---- | ---- | ---- | ---- | ---- | ---- | ---- |
| Počet obyvatel | 59   | 665  | 872  | 881  | 899  | 930  | 944  | 975  | 979  | 912  | 925  | 944  | 927  | 928  | 974  |